# Allobaccha liberia
Allobaccha liberia är en tvåvingeart som först beskrevs av Charles Howard Curran 1929.  Allobaccha liberia ingår i släktet Allobaccha och familjen blomflugor.
Artens utbredningsområde är Liberia. Inga underarter finns listade i Catalogue of Life.